# Акторка, долари і трансильванці (фільм)
«Акторка, долари і трансильванці» (рум. «Artista, dolarii si Ardelenii») — другий фільм трилогії про пригоди трансильванців на Дикому Заході румунського режисера Мірча Вірою, знятий в 1979. Продовження фільму — «Пророк, долари і трансильванці» (1978), наступний фільм — «Трансильванці на Дикому Заході» (1981).

## Сюжет
Пригоди трансильванців, які приїхали в маленьке містечко на Дикому Заході, тривають. Поїзд, який перевозив пасажирів, золото і гроші, потрапляє в засідку, влаштовану індіанцями.
Однак під виглядом індіанців, діє банда грабіжників. Ватажок бандитів, що їхав в поїзді, краде уніформу убитого полковника Вїлкінсона, щоб видати себе за нього. У боротьбу з грабіжниками вступають трансильванці.

## У ролях
- Іларіон Чобану — Траян Бред
- Овідіу Юліу Молдован — Джонні Бред
- Мірча Д'якону — Ромул Бред
- Родіка Тапалага — Анабелла Лі, актриса
- Таня Філіп — Джун Амблер
- Дан Наста
- Ахмед Габбані
- Іон Паску
- Мірча Албулеску
- Сорін Балабан
- Марчел Юреш
- Траян Костя
- Йоан Хентер